# 腸鰓類

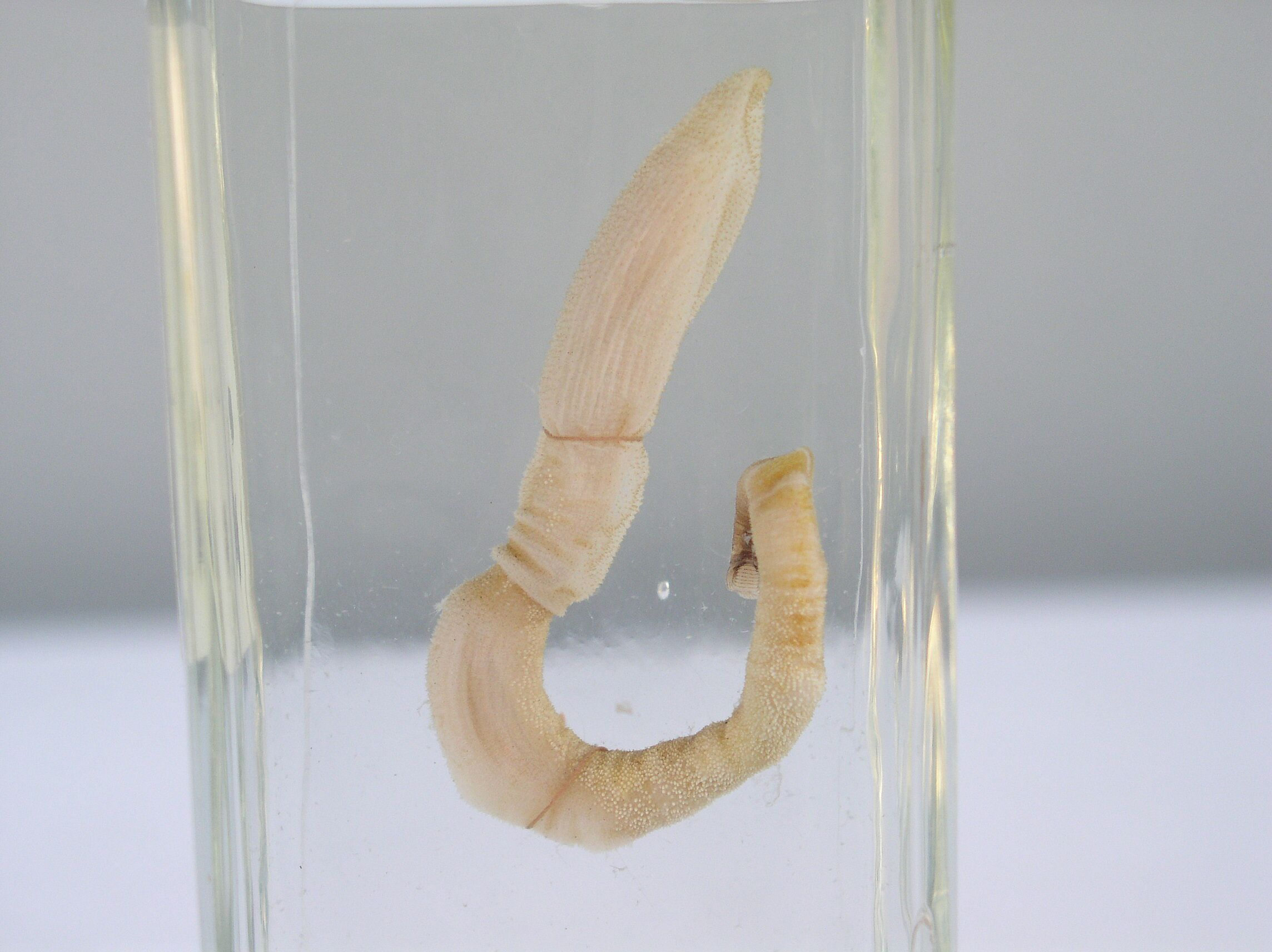
腸鰓類の1種・液浸標本

腸鰓類（ちょうさいるい）、あるいはギボシムシ類（-るい、Enteropneusta）は、半索動物に含まれる動物の1群で、細長い虫状の動物。先端に膨らんだ吻があり、和名はこれを擬宝珠に見立てたものである。海底の泥の中を這う動物である。

## 概説
ギボシムシ類はフサカツギ類とともに半索動物門を構成する。フサカツギ類は固着性で触手を伸ばして微粒子を拾うのに対して、本群の動物は細長い虫状で海底に潜って這い回る不活発な動物で、全て海産である。体は先端の吻部、短い襟部、それに続く長い体幹に分かれる。付属肢や目に見える感覚器等はない。
幼生はトルナリアと呼ばれ、類似した幼生は棘皮動物にも見られる。基本構成が軟体動物などのトロコフォアと似ており、系統を論じる際に比較される。ただし直接発生をするものもある。
一方、成体は左右相称構造や鰓裂があることから脊索動物との系統関係が論じられる。かつては脊索もあると判断され、そのためにホヤなどとともに原索動物に含められたことがある。
このような特徴から、近年の進化生物学分野では新口動物の進化、脊索動物の起源の研究に重要な生物であると考えられている。
ちなみに和名は先端の吻部を擬宝珠（ぎぼし）に見立てたものである。英名「Acorn worm」はこれをドングリに見立てての命名である。

## 形態

### 外部形態
細長い蠕虫状の動物。小型のものは数cm程から大きいものは2mを越えるものもある。体の構造は前方より吻部、襟、体幹の3部に分かれる。
先端の吻部はドングリなどに似た丸い形で、活発に形を変えることが出来る。それに続く襟は短い円筒形をしており、前後が多少くびれたようになって区別出来る。腹面では吻の基部、襟の前に口がある。体幹は細長く、この動物の全長の大半を占める。襟に続く部分の背面には鰓裂の口が正中線沿いに対をなして並び、この部分を鰓域という。体幹の後端に肛門がある。生殖腺はこの部分の前方にあり、その部分を生殖域という。
この部分で生殖腺が体側方に突出する例があり、張り出す程度なら、これを生殖突起、薄く広がっている場合、生殖翼と呼ぶ。また、背面に肝盲嚢が背中に隆起する主があり、肝盲嚢突起と呼ばれる。
例えば日本産の代表的な種であるミサキギボシムシは全長40cmに達する大型種であるが、吻と襟の長さはそれぞれ1cm程度で、残りは体幹である。このうち前方の鰓域が約4cm、生殖域が6cm、ここでは生殖翼が両方にあるが、本種では背面を覆う。その後方に14cmほど肝盲嚢が並んでおり、それ以降は滑らかな円筒形となっている。ちなみに鰓域や生殖域、肝盲嚢部などは多少重なりがある。

### 内部構造

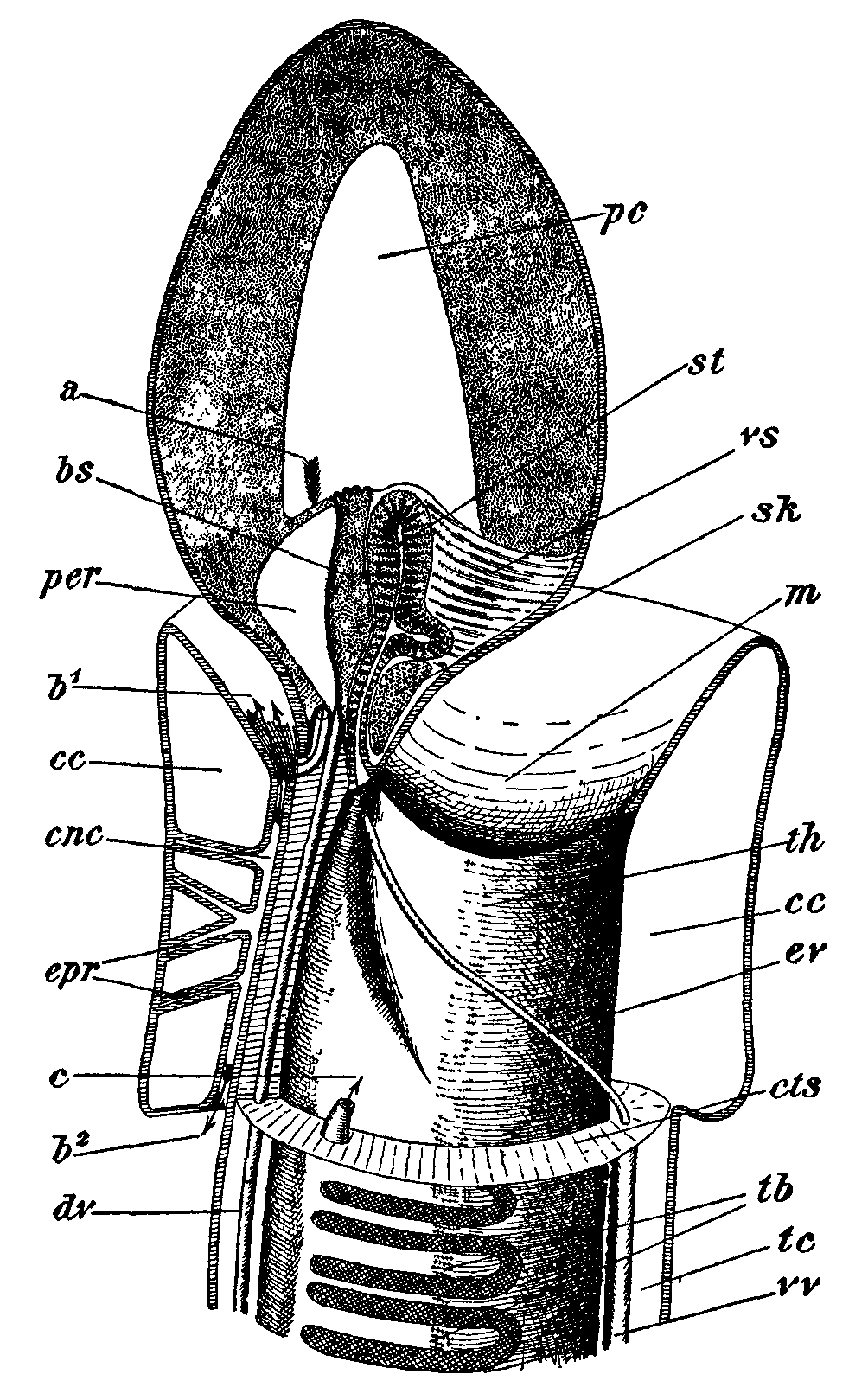
体前部の縦断面
m：口・pc：吻体腔・pr：中央血洞・sk：吻骨格・st：口盲管

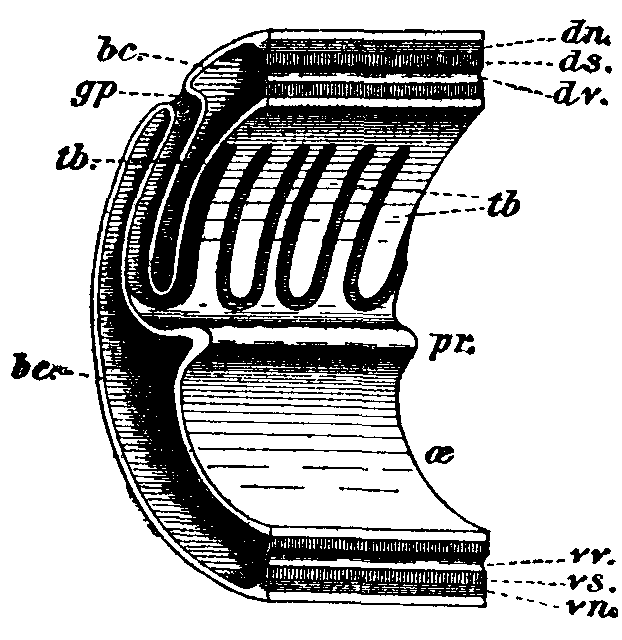
鰓裂部分の構造
gp：外鰓孔・tb：内鰓孔

消化系はほとんど直線的で、口から肛門までほぼ分枝無く続いている。ただし口腔の背側前方から細い管状の盲管が吻の中に伸び、その壁は肥厚して、これを口盲管（小盲管）と呼ぶ。これは以前には脊索動物の脊索と相同だと考えられたものである。消化管の襟より後方の部分にはその側面背側に鰓孔が対をなして並んでいる。この部分では消化管は上側の呼吸水道と腹側の食物道に区別出来る。鰓孔は少ないもので12、多いものでは700対に及ぶ。消化管に開く内鰓孔は上に開いたU字形をしており、これは背中側から舌状の突起が出てその口の大半を覆っているからである。その内側には鰓室があり、海水は消化管からここに入り、そこから背面に開く外鰓孔を通して外に出る。それ以降の消化管には肝盲嚢が多数ある種もあるが、それより後は真っ直ぐになっている。
血管系は開放性で、血液は透明。消化管の背面と腹面にははっきりした血管があって、それぞれ背血管、腹血管と呼ぶ。背血管は前方で吻部に入り、そこに膨らんだ部分を持つ。これを中央血洞という。その直下には心胞があり、これは血管に連絡を持たないがその動きによって中央血洞内の血液を流す心臓のような働きをする。神経は腹面・背面を縦走する腹神経と背神経を持つ。神経は背神経の襟部分（襟神経索）以外では表皮から分離していない。排出系としては吻部に脈球があり、排出物は吻体腔を通じて体外に出る。
雌雄異体で、生殖腺は多数あって嚢状、往々に背側に開く。
真体腔で、3つの体腔がある。吻の内部は外側に筋層があり、その内側に吻体腔がある。これは単一で、基部背面側に小さな開口があって外部と繋がっている。襟には襟体腔があり、これは中央で仕切られて左右で対をなし、更に前後に仕切られて複数になっている。体幹部では消化管の外側に体幹体腔があり、これも正中線で左右に仕切られて対をなし、更に一部のものでは腹背に仕切られる。もちろん骨格はないのだが、吻部と襟との接合部では、吻の基部の内側に基底膜が肥厚した部分があり、これを吻骨格という。

## 生殖と発生

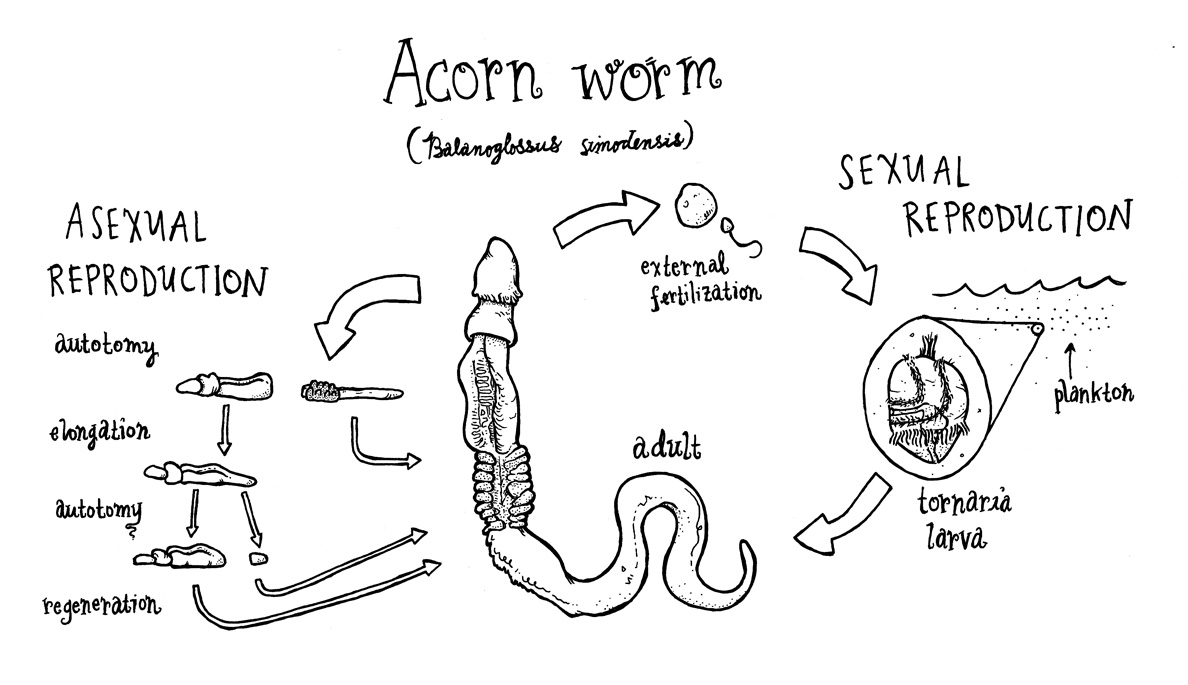
生活環の模式図

雌雄異体で、体外受精をする。幼生はトルナリアと呼ばれ、浮遊性で、9ヶ月もこの状態で過ごす例がある。トルナリアは変態して成体の姿になり、底生生活にはいる。直接発生をしてプランクトンの幼生時代を持たない種も知られる。他に無性生殖として分裂再生や、小さな芽体が体幹部から切り離されることによる増殖も知られている。

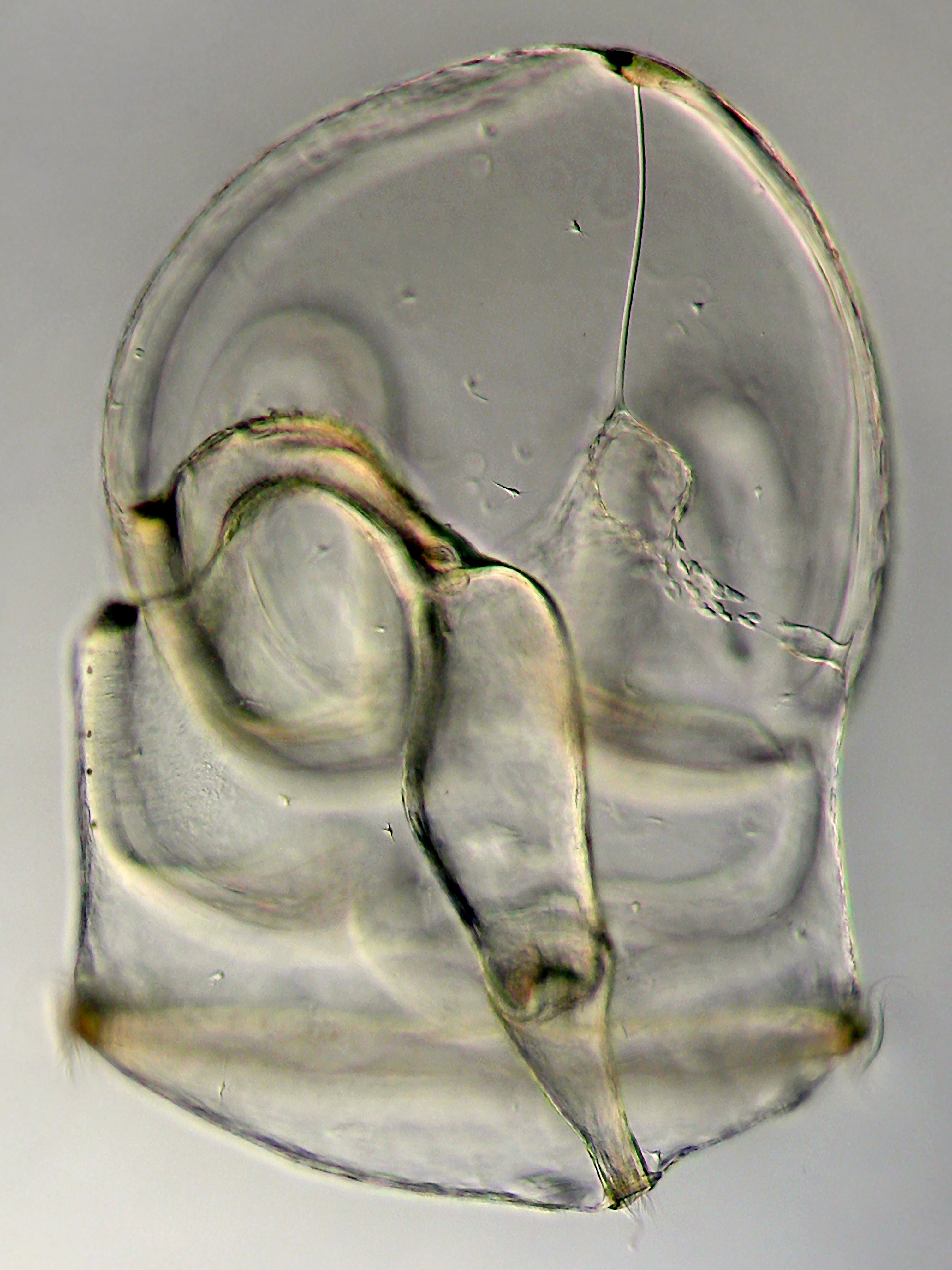
トルナリア

トルナリアはほぼ円錐形の外形を持ち、側面に口があり、腸管は中央で下向きに曲がり、下端に肛門がある。口を取り巻いて口前・口後繊毛帯を持ち、また下部を囲んで繊毛冠がある。上半部口側の内側には吻内腔があり、その開口は頂端にあって、そのそばに眼点がある。変態の際には吻内腔なる部分が吻に、その後方が襟に、それより下方が体幹となる。つまり、トルナリアにある部分は成体ではほぼ前端の部分だけとなっている。口前及び口後繊毛帯が波打つような形になり、多数の突出部を生じるものもあり、これを有触手トルナリアと呼ぶ。
トルナリアの段階で前・中・後の3つの体腔が形成されるが、その形成過程は不明な部分が多い。古く前口動物と後口動物の2大系統が想定されていたころには後口動物の真体腔は原腸壁から縊り取るようにして形成される、いわゆる腸体腔とされていた。しかしこの類では前体腔である吻体腔は確かにこのように形成されるが、中体腔である襟体腔、後体腔である体幹体腔については一定しておらず、細胞塊の中に空洞が出来て生じる裂体腔のようにして形成されるとの観察もある。

## 生態
全て海産で、砂泥質の海底に潜って生活する。浅海にいるものから深海に分布するものまでいる。20世紀末までは僅かな例外以外は、全て浅い海底で発見されてきた。しかしそれ以降、深海性の本群のものが次々に発見され、それ以前に考えられていたより、深海性のものは遙かに普通であると考えられるようになっている。
吻部を動かして穴を掘り砂泥を食べてそれに含まれる有機物を消化する。また、吻部の表面には繊毛があり、ここに粘液を分泌して水中の微粒子を吸着させ、繊毛の運動で粘液を口に取り込んで餌とする。鰓裂にも繊毛があり、これは採餌にも役立っている。種によっては底質上に糞塊を積み上げる。ただし、深海底の底質表面を這いながら、後方にひも状の排泄物を残して蛇行する姿が撮影された例がある。
ギボシムシは、食餌による供給によらず臭素を含むブロモフェノールを生成排出し、粘液や砂泥のモンブランケーキ状の糞塊もヨード臭・薬品臭を放つ。ブロモフェノールは抗菌作用があり、傷つきやすい皮膚の感染防御と治癒効果をもつとみられる。

## 系統
半索動物は、その口盲嚢が脊索と相同だと考えられたために原索動物として扱われたことがある。現在ではこの見解は否定されているが、鰓裂があることは、この類が脊索動物と類縁があることを示すものとされる。また、後口動物の系統論に関わって、本群の襟体腔は棘皮動物の発生で見られる真体腔の1つ、中腔に相同との考えもある。中腔は発生過程では最初は対をなして生じるが、変態の際に左側のそれが水管系を形成し、右側は退化消失する。
半索動物の現生群として主たるものは2つあり、本群と、もう1つはフサカツギ類（翼鰓類） Pterobranchia である。この群は固着性で触手椀を水中に広げて濾過摂食を行う、せいぜい体長数mmのごく小型の動物群である。両者は外見的にはきわめて異なるが、口盲嚢を持ち、鰓裂があり、3つの体腔があることなど、いずれも半索動物としての基本体制が共通で、同一群に所属するものと扱われてきた。また、先口動物と後口動物との比較検討では、先口動物においては、真体腔が発達し、体表に3環の繊毛帯を持つトロコフォアが重要であるのに対し、後口動物ではこれに相当する型としてディプリュールラ幼生というものが想定されている。本群の幼生であるトルナリアはこれにごく似たものである。
より直接的な比較では、本属の吻が扁平な盤状になって頭盤となり、襟の背面から対をなす腕が複数出て、その表面に多数の触手が出て、これが触手椀となる。体幹は本群では細長く、消化管が後端に開くが、これが短くまとまって肛門が口の近くに寄り、体幹後方に柄が発達すれば、翼鰓類の体制が出来る。
半索類には他にプランクトスフェラがあるが、これは幼生でのみ知られ、その構造は本群の幼生であるトルナリアときわめて類似する。

## 下位分類
綱の下に目を置くことについて論じられていない。世界に約70種が知られ、4科13属に分類されている。日本からは3科4属7種が記載されているが、研究は未だ不十分とのこと。
- Harrimaniidae　ハリマニア科：体幹の体腔は上下に分かれない。特異な吻骨格はない。
  - Protoglossus
  - Saccoglossus　クビナガギボシムシ属：キタギボシムシ
  - Sterobalanus
  - Harrimania
- Spengeliidae　ハネナシギボシムシ科：口盲管に前部附属突起がある。
  - Glandiceps：ハネナシギボシムシ属
  - Willeyia
  - Spengelia
  - Schizocardium
- Ptychoderidae　ギボシムシ科：：体幹の体腔は上下に区分される。
  - Ptychodera　ヒメギボシムシ属
  - Balanoglossua　オオギボシムシ属
  - Glossobalanus
- Saxipendiidae　オウカンギボシムシ科：吻骨格が特異な王冠形をなす。
  - Saxipendium

## 利害
特にない。